# تیوربو
تیوربو (Theorbo) یک ساز زخمه‌ای از خانوادهٔ لوت است دسته‌ای بلند و دو صفحهٔ کوک و تنظیم سیم دارد. همچون لوت، تیوربو دارای یک بدنه (کاسه) خمیده توخالی است که معمولاً دارای یک سوراخ صدا است. مانند لوت، نوازنده با یک دست به سیم‌ها ضربه می‌زد و آنها به حرکت درمی‌آورد و با دست دیگر سیم‌ها را پشت پرده فشار می‌دهد. با فشار دادن سیم‌ها در نقاط مختلف دستهٔ ساز یا به اصطلاح پرده‌گیری، نت‌ها و صداهای متفاوتی تولید می‌شود، بنابراین نوازنده قادر به اجرای آکورد، بیس‌لاین و ملودی است.
وجود سیم‌های بم با محدودهٔ صوتی (Register) کم، دامنه بسیار گسترده‌تری از زیروبمی (نت‌ها) را نسبت به یک لوت معمولی می‌دهد. در دوران موسیقی باروک برای نواختن بخش‌های همراهی باسو کونتینوئو استفاده می‌شد.
تیوربو در پایان قرن شانزدهم میلادی در ایتالیا تکوین یافت و آهنگسازانی چون جولیو کاچینی و کلودیو مونته‌وردی از نمونه‌های اولیهٔ آن در برخی آثار خود استفاده کردند. به گفته آتاناسیوس کیرشه، واژهٔ «تیوربا» در زبان ناپولی نام مستعاری برای تخته آسیاب بود که توسط عطرسازان برای خرد کردن و عصاره‌گیری از گیاهان عرقیات استفاده می‌شد.